# Salomé Jiménez
Salomé Jiménez (Zaragoza, España, 22 de febrero de 1975) es una actriz española. Conocida por su papel de Celeste en Tensión sexual no resuelta (2010).

## Biografía
Es licenciada en Química por la Universidad de Zaragoza.
Se hizo popular por ser una de los seis protagonistas del programa 6 pack del recién estrenado canal Cuatro.
Realizó el casting para ser reportera del programa de televisión Sé lo que hicisteis, tras la salida de Pilar Rubio, pero Cristina Pedroche, que también era candidata para el puesto junto a Alba Lago, terminó haciéndose con el puesto.
Del 16 al 23 de agosto, participó como jurado en el Festival de Cine de Comedia de Tarazona y El Moncayo, en la localidad zaragozana de Tarazona.
Ese mismo año, hace aparición como presentadora del programa de televisión Me gusta Aragón, de Aragón TV, en sustitución de Adriana Abenia, donde se encarga junto a Luis Larrodera, de recorrer localidades aragonesas realizando pruebas y en busca de curiosidades, costumbres e historias.

## Filmografía

### Cine

#### Largometrajes
- Viral (2013)
- Refugios (2013)[7]
- 11-11-11 (2011), como Sarah.
- Tensión sexual no resuelta (2010), como Celeste.
- 3:19 (2008), como Alexandra.
- WC (2005), como anoréxica.
- Una de zombis (2003), como La Puños.
- Robando el rock and roll (2002)

#### Cortometrajes
- Ponte en forma (2014)[8]
- Despierta (2012)
- Los últimos (2012)
- La cara B (2012)
- Mareta (2010)[9]
- El sobrino (2009)
- Cual para Tal (2009)[10][11]
- Oxalis (2009)[12]
- En el lado de la vida (2008), como enfermera.
- AMNE (2005)
- Amne (2005)
- Perdiendo el ritmo (2003)
- Robando el rock ´n roll (2002)
- Club-23 (2002)
- Cuida que... (2002)

### Televisión
- Cristo y Rey (2023)
- Centro médico (2017)
- Me gusta Aragón (2014)
- Angelus (2014) (Telefilme)
- Amar es para siempre (2012)
- Vuelo IL 8714 (2010) (Telefilme)
- Hispania
- Gourmetmanía (2008)[13]
- Hermanos y detectives (2008)
- Diarios del miedo (2007)
- Mutis por el foro
- 6Pack (2005)
- Hospital central (2004), como Cecilia.
- La vida de Rita (2003)
- Sigue la pista

### Internet
- Espasmus (2010) (Serie web)[14][15]

## Teatro
- Sobre ruedas
- Cuando una puerta se abre
- Così fan tutte
- Pin, pan… toda la vida
- The Rake´s Progress
- Frankenstein (en inglés)
- Escenas de la calle
- Sexual Perversity in Chicago
- Alimañas
- El asesinato final
- Jam Session
- Un rato con Arrabal
- Homenaje a Antonio Fernández Molina
- Reservoir Bitches
- Yo no soy Leonardo
- El bosque de la poesía

## Premios y nominaciones
Saraqusta Film Festival
| Año  | Categoría        | Resultado |
| ---- | ---------------- | --------- |
| 2023 | Premio Saraqusta | Ganadora  |

Premios Simón
| Año  | Categoría            | Película    | Resultado |
| ---- | -------------------- | ----------- | --------- |
| 2014 | Mejor interpretación | Los últimos | Nominada  |
| 2019 | Mejor interpretación | Imaginaria  | Nominada  |